# Mascaraàs-Haron
Mascaraàs-Haron är en kommun i departementet Pyrénées-Atlantiques i regionen Nouvelle-Aquitaine i sydvästra Frankrike. Kommunen ligger i kantonen Garlin som tillhör arrondissementet Pau. År 2022 hade Mascaraàs-Haron 112 invånare.

## Befolkningsutveckling
Antalet invånare i kommunen Mascaraàs-Haron
| Referens: INSEE |